# Agyneta martensi
Agyneta martensi är en spindelart som beskrevs av Andrei V. Tanasevitch 2006. Agyneta martensi ingår i släktet Agyneta och familjen täckvävarspindlar. Inga underarter finns listade i Catalogue of Life.